# 和田金
有限会社和田金（わだきん）は、三重県松阪市中町にあるすき焼き料理店および同店を営む日本の企業。霜降りの松阪牛を作り上げた店舗である。「いい肉で貫け」を代々守り続けてきた和田金では、すき焼きを「寿き焼」と表現し、提供する牛肉は自社牧場で肥育し、使用する野菜・鍋・炭に至るまで徹底したこだわりを持つ。松阪市内には和田金のほかにも牛銀本店、かめや、鯛屋旅館など縁起のいい屋号の松阪牛料理店が立ち並ぶ。

## 歴史

### 創業期（1878-1888）
初代の松田金兵衛が1878年（明治11年）に、松坂鍛冶町（現・松阪市本町）で精肉店「和田金」として開業した。金兵衛は天保12年（1841年）に一志郡家城村（現・津市白山町）に生まれ、若くして江戸へ上り、深川の料亭・和田平で修業を積んだ。その後、明治2年（1869年/1870年）にのれん分けを許され京橋で仕出し料理店を開いた。この時、自分の名前から1字取り、「和田金」と名乗ったとされる。1876年（明治9年）、松阪に帰郷した金兵衛はまず乗合馬車屋を開いた。その売り上げを元手に和田金を開いたのであった。
開店から5年経った1883年（明治16年）、和田金をすき焼きを出す料理店にした。松阪では初めてのすき焼き料理店であった。当初はぶつ切り肉で供していたが、開店後もしばしば東京へ通って牛肉料理の研鑽を積んでいた金兵衛は、大きめの薄切り肉に変更し、肉の旨みを引き出すことに成功した。また精肉部門ではロース、バラ、ヘットなど部位ごとに名前を付け、肉質の良し悪しで値段を変えるという新しい販売手法を導入した。

### 松阪での成功と東京進出（1888-1950）
1888年（明治21年）に中町へ移転した。翌1889年（明治22年）には当時1頭12 - 15円が相場であったウシを20円で買い取り、町の人をあっと驚かせた。和田金の前には20円もするウシを一目見ようと人だかりができ、その見物客に金兵衛は酒を振る舞ったことで松阪の街で話題をさらったという。この頃に「良い肉しか売らない」という基本方針が定まり、良質のウシを肥育すれば和田金が買ってくれると、松阪近隣では肥育技術を向上させる農家が増加した。金兵衛の商売は順調に推移したが、それを支えたのは妻のみねであった。みねは1921年（大正10年）に中央畜産会が開いた畜産博覧会では唯一の女性として肉牛評価委員に任じられたほどの確かな肉牛を見極める目を持っていたという。1921年（大正10年）、店名に添えて「松阪肉元祖」を掲げ始めた。
1927年（昭和2年）、3代目の松田茂の下で東京・京橋に東京支店を出店した。東京進出には時の農林省が畜産奨励のために積極的に関与したといい、三重県庁も協力した。1929年（昭和4年）には内閣総理大臣・田中義一や主要閣僚が和田金の牛肉の「試食会」を開いた。1935年（昭和10年）には全国肉用畜産博覧会で最高の名誉賞を受賞した雌牛「みち」を競り落とした。その後太平洋戦争の激化により東京支店は牛肉の配給機関となり、和田金の配給切符は高値で取引されたという。

### 有限会社化から5階建て店舗へ（1950-）
1950年（昭和25年）4月、企業化して「有限会社和田金」となった。1952年（昭和27年）には特別肥育牧場を開いた。この牧場は仕入れた肉牛をすぐ牛肉にしてしまうのではなく、和田金でもう一度肥育するために開設したもので「第二次肥育」と呼んでいた。1964年（昭和39年）には自社牧場の「和田金牧場」を一志郡嬉野町黒野（現・松阪市嬉野黒野町）に開いた。この際、「なぜ地元農家から牛を買わないのか」と農家から迫られたが、牛肉の安定的な仕入れのための「苦渋の決断」として牧場設置に踏み切った。
1987年（昭和62年）、店に隣接する道路の拡幅工事を機に店を建て替え5階建てのビルになった。1991年（平成3年）、松坂屋名古屋店南館10階に和田金直営のすき焼き店を出店、2000年（平成12年）まで営業した。名古屋店は好評を博していたが、良質の肉と人材を確保できないという理由で閉鎖した。2002年（平成14年）に三重ブランドの認定制度が始まると、松阪牛は真珠、伊勢えび、的矢かき、あわびと同時に第1号認定を受け、和田金は松阪牛の認定事業者となった。2010年（平成22年）、自社牧場を株式会社和田金ファームとして分社化した。

## 店舗と料理

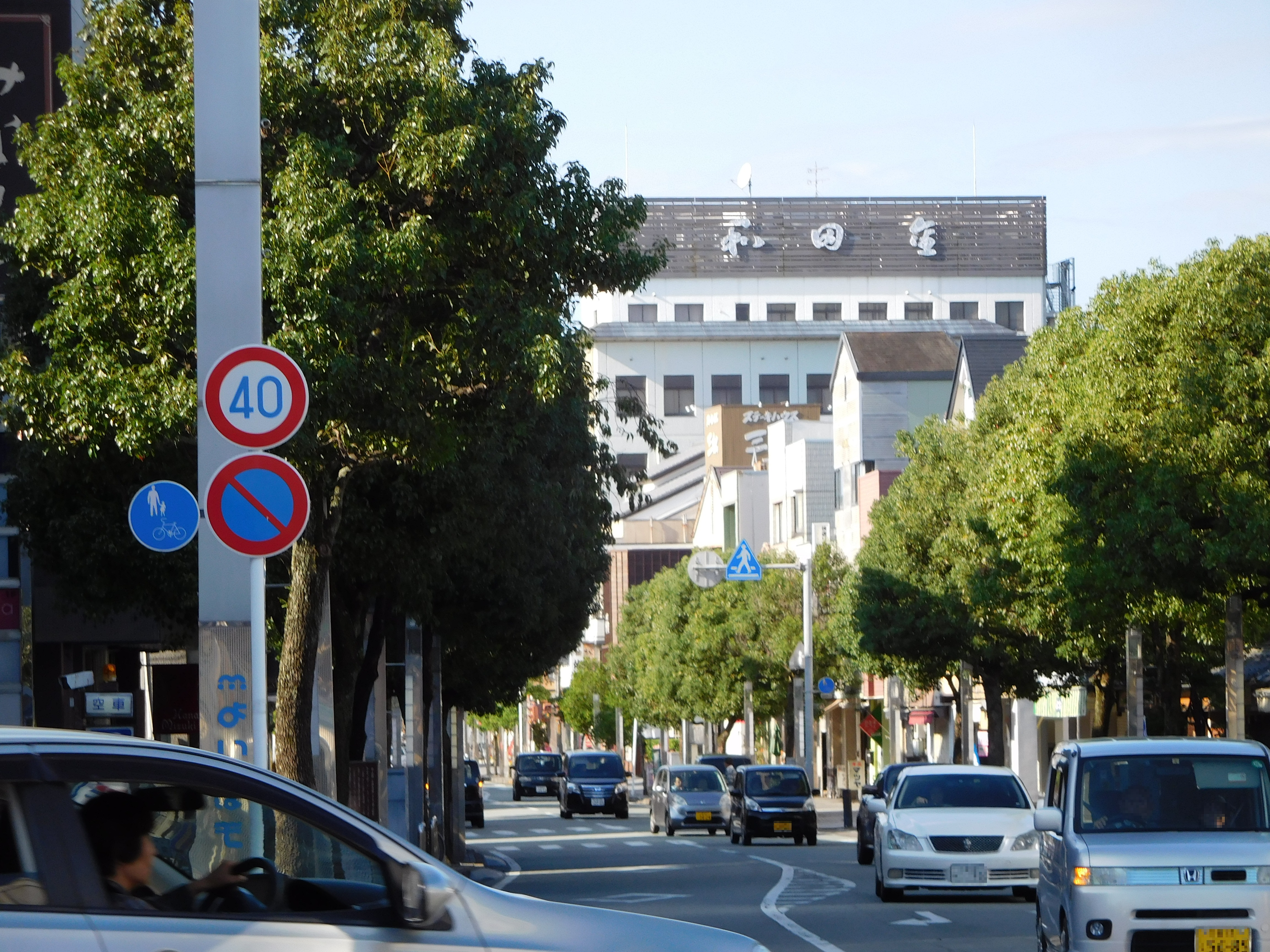
松阪市中町の風景。画像奥に和田金が見える。

東京や名古屋に支店を出していた時期や松阪市内で系列店「翠松閣」を経営していたこともあるが、2019年（平成31年）現在は、松阪市中町の1店舗のみ営業している。松坂城の城下町、伊勢参宮街道沿いに建つ5階建てのビルの全体が客室になっており、連日観光バスが何台も詰めかけ、1日に2頭分の松阪牛が販売されている。このビルの内装はすべて和風で統一されている。
店内はすべて個室で、来客は座敷に通される。客室の広さは1家族分の8畳間から舞台付きの150畳の大広間まで幅広く、最大収容人員は550人である。調理と取り分けは、すべて客の目の前で仲居が行う。仲居についてフードジャーナリストの向笠千恵子は「手さばきが見惚れるほどにみごと」と評し、開高健は小説『新しい天体』の中で、「ぶすッとしたきり、何をいわれても、へぇ、といって」いると記している。
和田金が目指す牛肉は「おいしいお肉」であり、それを満たすのは口溶けの良い、胃もたれしない脂の肉であると考えている。金兵衛は「いい肉で貫け」を家訓に定め、「悪い肉を売るくらいなら、商売などやめてしまえ」と口癖のように言って聞かせたという。家訓重視の立場から脂肪の融点の数値化を目標としており、「特産松阪牛」や「A-5ランク」などの巷の格付けに対するこだわりはない。和田金で松阪牛の刺身を賞味したマイケル・ブースは、「甘くてクリーミーで、ヨーロッパで食べるようなメタリックで血なまぐさい味はしなかった」と感想をしたためている。

### 寿き焼
和田金を訪れる客の半数以上が注文する看板料理のすき焼きを和田金では「寿き焼」と表記している。肉は兵庫県生まれの黒毛和種の雌牛を自社牧場で肥育したものを使用し、少し厚めに切って供する。部位はロース（リブロース）で、1人前は2枚である。野菜は地元産の青ネギ、淡路島のタマネギ、東北地方のシイタケなど、日本全国から上質のものを仕入れる。鍋には南部鉄器を、熱源には菊炭と呼ばれる放射状の割れ目を持つ炭を用いる。開高は『新しい天体』の中で「近頃こんな上等の堅炭というものを見たことがない」と評し、東京のすき焼き店「ちんや」は「東京では、とても同じことはできない」とコメントしている。
寿き焼はいわゆる関西風であり、南部鉄器の鍋に肉を広げ、砂糖を少量ずつふりかけ、特製たまり醤油を垂らしていき、肉が焼け始めると昆布だしを加え、食べ頃を見計らって仲居が客に供する。その後で野菜や豆腐を焼き、先の肉の旨みを吸わせる。お笑いタレントの寺門ジモンは、寿き焼を「食べ物ではなく飲み物」と形容している。
寿き焼単品と、寿き焼を中心とする会席料理のコースメニューがある。コースの内容は時期によって変わるが、伊勢たくあんや松阪赤菜の漬物など地物を使っている。ご飯はおかわり自由である。すき焼き鍋で焼き、塩味で食べる「志を焼」というメニューもある。

### あみ焼
あみ焼はヒレなどの肉と野菜を炭火で焼いたもので、寿き焼同様、単品とコースメニューがある。肉の部位は松竹梅の等級で変わり、最高の「特松」はシャトーブリアンを供する。
開高健は『新しい天体』で、主人公の「彼」に和田金の肉の感想を次のように言わせている。
| 「 | ちょっとあぶって色が変わるだけにとどめたところを金網からとって生醤油にひたして食べると、口いっぱいにミルク、バターの香り、豊満なかぎりの柔らかく、あたたかい香りと滋味がひろがる。何しろ箸で切れるほどの精緻さ、柔らかさ、豊熟、素直さなのである。 | 」 |

また、「彼」の隣の部屋にいた客「オカベさん」には次のように言わせている。

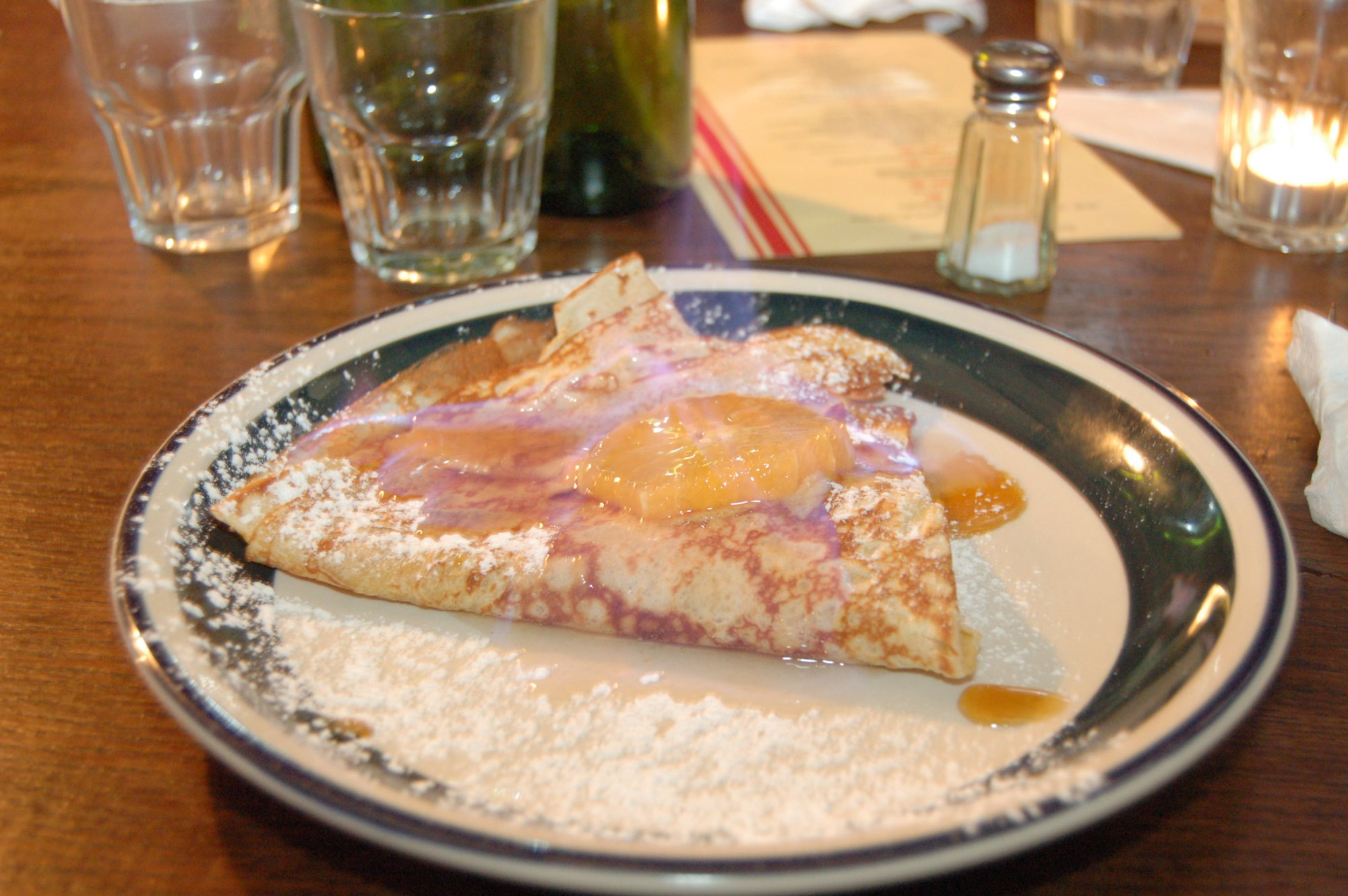
（参考）クレープ・シュゼット

| 「 | ……完璧すぎる。ここの肉は完璧だが、しいて欠点をあげれば、完璧すぎるということだね。 （中略） 常食にする肉ならもうちょっとこんなにクリーミーでないほうがいいんじゃないかな。これは、そうだな、いうなれば最高頂上のお菓子だよ。スフレとか、クレープ・シュゼットとか、ああいうたぐいのものだ。そうなんだよ。これは肉でつくった菓子、動物性蛋白質でつくったクレープ・シュゼットですよ | 」 |

### 精肉部（店頭販売）
店内で牛肉料理を提供するだけでなく、創業時からの店頭での牛肉販売も継続している。販売は店舗1階で行う。自社牧場で生産する牛肉を販売するので、販売価格は市場に左右されず安定しており、2005年（平成17年）には14年ぶりに値上げしたことがニュースになったほどである。価格変動が少ないので、松阪牛の市価が上がると他の精肉店よりも安く買えることがある。
店頭販売の牛肉は6種類あり、贈答品としての需要が主で、常連客からはこま切れ肉の人気が高い。土産品として戦前から製造販売している「牛肉志ぐれ煮」も取り扱う。

## 和田金牧場

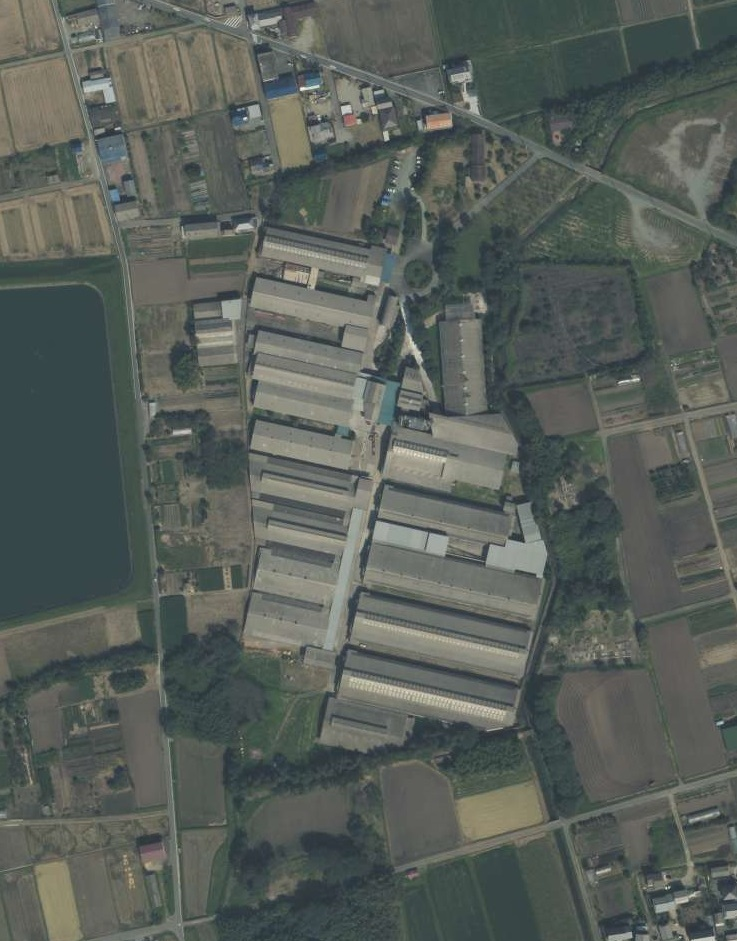
和田金牧場
出典：『国土交通省「国土画像情報（カラー空中写真）」（配布元：国土地理院地図・空中写真閲覧サービス）』

1964年（昭和39年）に有限会社和田金が自社牧場として開設した。2010年（平成22年）に株式会社和田金ファームとして分社化し、同社はウシの肥育・販売、農産物の生産・加工・販売を業務としている。牧場は一般人の見学を受け付けていないが、取材や職場体験を目的とする場合は受け入れ実績がある。取材の場合、マイケル・ブースのように牧場に降り立ち、直接ウシに触れることを許された者もいれば、向笠千恵子のように口蹄疫対策として車窓からの見学にとどまった者もいる。肥育技術向上を目指す社内イベントとして品評会を開いており、和田金の社長や飼料会社の関係者（日本農産工業社長）らが牧場のウシを評価する。
牧場は松阪市嬉野黒野町にあり、その面積は約13 haで15の牛舎が並んでおり、見学したマイケル・ブースは「牧場というよりも、きれいに手入れされたカントリークラブみたいだ」と形容している。兵庫県産黒毛和種の雌牛のみを仕入れて肥育している。すべて未経産の雌牛（処女牛）で、仕入れ時点の月齢は10か月である。雌牛であるのは雄牛よりも肉質が柔らかいからで、処女牛であるのは交尾や出産、母牛として母乳を与えると脂肪の燃焼や養分の流失で肉質が低下してしまうからである。肥育頭数は約2,000頭で、年間出荷頭数は約500頭、ここで生産された牛肉はすべて和田金で販売・調理される。肥育期間は30 - 36か月程度であるが、特に決まっているわけではなく、場合によっては40か月肥育した肉が供されることもある。牛肉に加工される前のウシは600  - 700 kgになる。餌には稲わら、トウモロコシ、ダイズ、穀物などの配合飼料を使う。
松阪牛の肥育方法として知られている「ビールを飲ませる」、「マッサージを行う」を実践している。そもそもこの方法は和田金が試行錯誤の末に生み出したものである。ビールを飲ませるのは食欲増進のためで、餌を摂る量が落ちた時に与えるので、毎日飲ませているわけではない。与えるときはビール瓶のままウシの口に突っ込む。マッサージを行うのは「脂肪の蓄積を防止するため」とされるが、実際には脂肪の分散効果はなく出荷前のウシをリラックスさせることが目的である。このほか飼育員が焼酎を口に含み、ウシに吹きかけるということをしている。これは虫が寄り付くのを避けるためで、焼酎を使うのはアルコール度数が高く、安価に入手できるからである。ビールを飲ませたり、焼酎を吹きかけたりするには経験を積む必要があり、マイケル・ブースは挑戦したものの失敗している。
牧場の一角には、子牛の繁殖を目指して日夜研究を行う「松阪ラボ」がある。肥育するための子牛を生産する但馬地方で急速に畜産業が衰退しているためであるが、まだ研究は道半ばで、但馬産のような味わいは再現できていない。

## 和田金と人々
来客のメインは接待利用であるが、これまでに数多くの著名人が来店している。特に東京支店があった頃には、皇族を始め政財界の人々に松阪牛を納め、東京で松阪牛ブランドを築くのに貢献した。1929年（昭和4年）には田中義一らが和田金の牛肉の「試食会」を開いたという記録が残っている。
開高健は和田金を訪れ、小説『新しい天体』の中に和田金を登場させている。『新しい天体』は、「相対的景気調査官」なる役職に就いた主人公が、北海道から鹿児島県まで日本全国を巡り、予算消化のためにただひたすら食べまくるというストーリーである。またマイケル・ブースは「自分の手で牛をマッサージする」という本来の目的（野望）を伏せたまま松阪市などと取材交渉を重ね、紹介された和田金の牧場を見学し、店舗に訪れた体験を『英国一家、ますます日本を食べる』に綴っている。芸能人では寺門ジモンが行きつけの店としており、TBSテレビの『人生最高レストラン』で「すき焼きの頂点」として紹介している。寺門は幼少期から松阪市に墓参りで訪れており、寺門が肉好きとなるきっかけを作った店が和田金であったという。双子の長寿姉妹として知られたきんさんぎんさんは入店前に「牛肉は好きではない」、「魚の方がいい」と漏らしていたが、寿き焼とあみ焼を堪能した後は「また食べたい」と上機嫌であった、というエピソードがある。
日本国外からはマレーシアの首相のマハティール・ビン・モハマドが外交ではなく観光目的で伊勢志摩に訪れた際に家族で来店し、牧場も見学した。駐日アメリカ合衆国大使のハワード・H・ベーカー・ジュニアは伊勢神宮を訪問する前に夫妻で来店している。
本田宗一郎のエピソードの1つに和田金にまつわるものがある。三重県で開かれたある会議に参加した本田は、管理職の1人が和田金での昼食を提案したところ、「50人も一緒に食事できる部屋はあるのか」と問い、ほかの参加者が弁当を食べることを知ると、自分も弁当にすると言った。社長だからと特別扱いされることを嫌い、人はみな平等と考えた本田の人柄を表すエピソードである。
桑名市の柿安本店の社長であった赤塚保は和田金に憧れを抱き続けていた。1960年代の売上は和田金の納税額よりも少なかったが、和田金を目標として事業を拡大して成功を収めたという。